# MapleStory
MapleStory è un MMORPG gratuito coreano sviluppato dalla Wizet. È stato pubblicato da varie compagnie, in particolare: Nexon, NXGames, Shanda, AsiaSoft e Gamania. Il gioco ha una grafica 2D con scorrimento orizzontale abbastanza leggera e quindi usufruibile anche da computer datati.
Esistono molte versioni di MapleStory, ma gli italiani si trovano soprattutto su Europe MapleStory (versione Europea) e su Maple Global (versione Americana), anche se in quest'ultimo non è più possibile iscriversi. È disponibile per Windows 98/ME/2K/XP e Vista, anche se quest'ultimo dà alcuni problemi (una volta chiuso il gioco, si deve riavviare il computer per riaprirlo, oppure bisogna terminare il programma direttamente dal Task manager).

## Modalità di gioco
I personaggi in MapleStory crescono guadagnando punti esperienza (EXP), aumentando di livello e collezionando vari oggetti lasciati dai mostri ed equipaggiamenti. I giocatori combattono i mostri e ne raccolgono i soldi lasciati, mentre spesso utilizzano i drop, gli oggetti lasciati dai mostri uccisi, per completare quest.
MapleStory si sviluppa su diversi mondi (o server). I giocatori potevano avere 3 differenti personaggi su ciascun mondo (momentaneamente il limite è di 5) per ciascun account. Questi mondi sono identici l'uno all'altro e sono divisi internamente in 20 canali diversi di gioco. Ogni canale è identico all'altro in termini di mostri, mappe e altre cose. La sola differenza sta nel fatto che in ogni canale ci sono persone differenti. Un server fisico host a due canali. I personaggi, comprando uno specifico oggetto nel Cash Shop (Dove si paga con NX, ovvero credito pagato con soldi veri) si possono spostare assieme ad un massimo di 1,000,000 mesos (La moneta del gioco). Al contrario, gli oggetti ed i soldi non possono essere trasferiti tra i vari mondi.

### Nuovi Giocatori
I nuovi giocatori partono da Maple Island, un'isola creata appositamente per i novizi. A differenza di molti altri MMORPG come World of Warcraft, Lineage II e EverQuest, i giocatori in MapleStory non possono decidere in partenza la loro classe (sebbene il lancio iniziale dei dadi sia fondamentale per la creazione di un personaggio perfetto, per cui è necessario sapere già dall'inizio che strada prendere, questo almeno fino a quando è stato introdotto il sistema che resetta le statistiche quando si cambia classe). Ogni personaggio comincia come Beginner e resta tale finché non arriva al momento della scelta la classe (livello 8 per i maghi, livello 10 per gli altri) e solamente se risponde a determinati requisiti, anche se sono presenti giocatori che restano tali senza mai cambiare classe e vengono chiamati "permabeginners".

### Salire di Livello
Per salire di livello, un giocatore deve acquisire un certo numero di EXP (punti esperienza), che vengono accumulati uccidendo i mostri. Ad ogni livello, il giocatore riceve 5 punti abilità (AP) che vengono distribuiti tra le caratteristiche di STR, DEX, INT, e LUK. Dopo il superamento del primo livello di lavoro, il personaggio riceve 3 punti abilità (SP) ad ogni livello in più, da usare nelle diverse abilità caratteristiche di ogni classe. Quando un giocatore riceve un successivo superamento del livello di lavoro, si guadagna un punto abilità.
Gli AP possono anche essere messi in Maximum HP (Energia) e Maximum MP (punti mana). In ogni caso questa pratica è sconsigliata poiché tali punteggi crescono da soli automaticamente ad ogni aumento di livello.

### Stat Points
Ci sono quattro tipo di stats, ognuna delle quali è più o meno necessario per avanzare di lavoro secondo il tipo di classe scelta:
- Forza (STR) Aumenta la potenza degli attacchi melee, ovvero il danno fisico. Aumenta il danno massimo dei guerrieri e quello minimo di arcieri e ladri. E inoltre aumenta il numero di punti HP che si conseguono avanzando di livello. Per diventare Guerrieri ci vogliono 35 punti STR a livello 10.
- Destrezza (DEX) Aumenta la precisione, la capacità di schivare colpi ed il danno di tutti gli attacchi fisici. Aumenta particolarmente il danno massimo agli arcieri ed il minimo a guerrieri e ladri. Ladri e arcieri necessitano di 25 punti DEX a livello 10 per diventare tali.
- Intelligenza (INT) Aumenta il danno magico e la difesa magica. Questo in particolare serve ai maghi, i cui attacchi sono esclusivamente magici, mentre per le altre classi la INT è trascurabile. Aumenta il numero di MP conseguiti ad ogni avanzamento di livello. I maghi per diventare tali devono avere 20 in INT a livello 8
- Fortuna (LUK) aumenta la capacità di schivare colpi e la precisione degli attacchi di ogni classe e diminuisce il quantitativo di esperienza persa in caso di morte. Aumenta il danno massimo dei Ladri

Gli effetti precisi di ogni stat dipendono molto dall'arma usata e dalla classe scelta.
La quasi totalità delle guide consiglia di rialzare solo le stat specifiche della classe, tralasciando le altre. I guerrieri dovranno rialzare principalmente STR e in parte DEX, dal momento che usano solo attacchi fisici. Gli arcieri rialzeranno prevalentemente DEX (da cui dipendono i loro danni) e STR. I maghi aumenteranno INT e in parte LUK, mentre i ladri aumenteranno LUK ed in parte DEX (anche se una costruzione nei bandit prevede anche un pizzico di STR per utilizzare particolare daghe che richiedono STR)

### Punti abilità
Ogni personaggio possiede specifiche abilità (skill) su cui investire i suoi SP. GLi effetti degli skill variano di molto, ed ogni skill è in genere passiva o attiva. Passiva (ad esempio nel caso di 'Eye of Amazon' negli arcieri o keen eyes nei ladri) vuol dire che l'abilità viene acquisita in maniera automatica dal momento stesso in cui gli vengono assegnati punti. L'efficacia è ovviamente determinata dal quantitativo SP assegnato a ciascuna abilità. Le skill attive sono gli attacchi (è il caso di 'Double Shot' negli arcieri o Lucky seven nei ladri) e le skill di supporto (negli arcieri 'Focus' ad esempio o Dark Sight nei ladri), le quali lavorano nel momento in cui sono attivate utilizzando MP per un certo tempo e con una certa efficacia determinata sempre dagli SP in esse investiti.

### Quest
Le quests sono missioni che il giocatore dovrà portare a termine per gli NPCs (non-playable characters) per ricevere ricompense ed esperienza. La maggior parte delle quests necessitano di un determinato livello oppure di uno specifico job, per i giocatori alle prime armi alcune quest sono inizialmente difficili da portare a termine ma alcune di queste saranno molto redditizie! Altre poi si potranno ripetere più volte ricevendo man mano più ricompense ma con un aumento progressivo della difficoltà.
Un altro tipo di quest sono le cosiddette "Party Quest", che devono essere portate a termine in gruppo. Le Party Quest hanno restrizioni di livello, e si possono rifare finché non si supera il livello massimo. Al termine di queste si verrà ricompensati con molti punti esperienza e oggetti che possono avere anche un alto valore.

### Morire
Quando la barra della salute (HP,rossa) raggiunge lo zero il personaggio muore. Questo verrà indicato da una lapide che piomberà dall'alto dello schermo mentre il personaggio diventerà una specie di spettro svolazzante per qualche secondo dopodiché verrà teletrasportato alla città più vicina con 50 punti salute (HP), mentre i punti mana (MP, blu) non subiranno variazioni. I principianti (Beginners) non perdono EXP quando muoiono e la morte sarà una veloce scorciatoia per raggiungere la città più vicina!. Quando si sarà deciso e scelto il proprio JOB invece, la morte costerà un certo numero di EXP, a seconda del punteggio di LUK, quindi i maghi e i ladri ne perderanno meno (circa il 4%) dato che sarà una delle loro caratteristiche necessarie. Il personaggio non potrà comunque scendere sotto lo zero di EXP, cioè non si potrà perdere l'attuale livello duramente guadagnato!

## Il Mondo di MapleStory
Il mondo di MapleStory è diviso in quattro continenti principali: Maple Island, Victoria Island, Ossyria e Ludus Lake, anche se Ossyria è divisa in molti piccoli sottocontinenti: Mu Lung, luogo a tema giapponese, Nihal desert, che comprende la città desertica Ariant (dove è anche presente una party quest) e Magatia, città con mostri molto più forti e sede di una party quest di livello alto (71-85), e Leafre, il luogo con i mostri più forti del gioco, che ospita un boss molto più potente di Zakum chiamato Horntail, e il boss più forte del gioco: Pink Bean, livello 200. Al momento Leafre non è ancora stato aggiunto alla versione europea. Questi continenti sono composti da varie città: in Maple Island troviamo Amhrest e South Perry, create appositamente per portare a termine le quest da Beginners, e la seconda è anche la città dove si può arrivare a Victoria Island, in cui sono presenti 7 città nella versione Europea (8 nella versione Americana), dove si può avanzare il grado della classe: Lith Arbour, Henesys (Arceri), Ellinia (Maghi), Perion (Guerrieri), Kerning City (Ladri) e Sleepywood. L'ottava città è Nautilus Harbor, per diventare Pirati. In Lith Arbour non sono disponibili avanzamenti di classe, ma è solo la città dove si sbarca da Maple Island, mentre Sleepywood è la città che porta al Dungeon, una zona infestata di mostri. Ad Ossyria sono presenti due città: Orbis ed El Nath, dove avviene il terzo avanzamento di classe. Inoltre avanzando oltre El Nath troviamo la Dead Mine, dove abita lo Zakum, uno dei boss più potenti del gioco. A Ludus Lake sono presenti invece tre città: Ludibrium, dove sono presenti ben tre party quests, Korean Folk Town, città a tema Coreano e Omega Sector.
Oltre ai principali continenti, ci sono dei Sotto-Continenti. In Victoria Island troviamo Amoria, la città dove è possibile sposarsi, Singapore, città tematica della versione del Sud-Est Asiatico e Masteria, composto dalla città di New Leaf City e da due Dungeons e Florina Beach. In Ossyria troviamo il sotto-continente di Aqua Road, zona sott'acqua, e in cui i personaggi invece che camminare normalmente, nuotano. L'ultimo sotto-continente è invece accessibile da molte città, ed è Zipangu, composto dalle cittadine di Mushroom Shrine e Showa, città a tema nipponico.
- Continenti principali: Maple Island, Victoria Island, Ossyria e Ludus Lake.
- Sotto-Continenti: Florina Beach, Amoria, Masteria, Singapore, Aqua Road.

## Classe del personaggio
Tutti i personaggi cominciano come Beginners. Quando il giocatore avrà raggiunto le caratteristiche ed il livello richiesto avrà la possibilità di scegliere una professione (job). 
Ci sono 5 possibili scelte iniziali (una non presente nella versione Europea):
Magician(Mago), Bowman(Arciere), Thief(Ladro), Warrior(Guerriero) e Pirate(Pirata). Tutti i jobs richiedono almeno il livello 10 tranne che per il Magician a cui basterà raggiungere il livello 8. Ogni Job richiede un minimo di stats (vedi apposita sezione). Questo deciderà la classe del personaggio e tutti gli avanzamenti successivi, il giocatore dovrà decidere riflettendo bene su chi vorrà essere e soprattutto scegliere lo stile con il quale si sente più a suo agio dato che questa decisione sarà finale ed irreversibile.
Appena il personaggio avrà raggiunto il livello 30 potrà decidere un secondo job completando una quests che chiederà di collezionare 30 "dark marbles" in una certa locazione dopodiché potrà scegliere la sua specializzazione preferita come secondo job. Le scelte disponibili dipenderanno dal primo job del personaggio, così i Thieves potranno scegliere se essere Assassins o Bandits. L'arma dell'assassino è la "claw" con le throwing stars (Shuriken, mentre l'arma del bandito è il pugnale "dagger". I Magicians potranno divenire Clerics con poteri di guarigione e attacchi di natura "divina", Fire/poison con attacchi di fuoco e veleno oppure Ice/Lightening con attacchi di ghiaccio e luce. Il Bowman sceglierà tra Hunter (cacciatore) con l'arco, oppure il Crossbowman/woman(balestriere/ra) con la balestra. Il Warrior potrà essere un Page specializzato con le spade o con le Blunt Weapons, martelli o comunque armi pesanti, uno Spearman che usa lance ed armi lunghe, oppure un Fighter che usa spade o asce. Infine il Pirate potrà essere un Brawler, che utilizza calci e pugni, oppure un Gunslinger che usa le pistole. Ciascuna classe ha i suoi pregi ed i suoi difetti ed ogni classe ha nuovi skills per rendere il personaggio sempre più forte e potente.
A livello 70, i personaggi possono scegliere ancora di cambiare la propria classe nella città di El Nath. Diversamente dai precedenti avanzamenti di classe, il giocatore non potrà scegliere il proprio terzo lavoro. I ladri che hanno scelto di diventare assassini diventeranno Hermit, mentre i ladri che hanno scelto di diventare banditi diventeranno Chief Bandit. I maghi che hanno scelto di essere chierici diventeranno Priest e maghi di entrambi i tipi diventeranno Mage. Gli arceri diventeranno Ranger e i balestrieri Sniper. I guerrieri che sono diventati Page, Spearmen, o Fighter diventeranno rispettivamente White Knight, Dragon knight, o Crusader. Infine i pirati che erano Brawler diventeranno Marauder e i Gunslinger saranno Outlaw.
A livello 120, il personaggio può ancora cambiare classe e diventare ancora più potente, anche se non è ancora disponibile nella versione Europea. Anche in questo avanzamento non si potrà scegliere il proprio job successivo e, perciò, ad esempio, gli Hermit diventeranno Night Lords, i Chief Bandits degli Shadowers, i Mages (Fire/Poison)/(Ice /Lightning) diverranno Arch Mages (Fire/Poison)/(Ice /Lightning), i Priests saranno Bishops, i Crusaders diventeranno Heroes, gli White Knights diventeranno Paladins, i Dragon Kinghts diventeranno Dark Knights, mentre gli Outlaws saranno Corsairs e infine i Marawders saranno Buccaneers.

## Mostri
I mostri presenti su Maple Island sono perfetti per i novizi, proprio come quelli di Victoria, Ossyria e Ludus Lake sono per giocatori di livelli superiori.
Uccidendo mostri si acquista esperienza, si trovano oggetti (lasciati cadere dai mostri appunto), minerali (ore, utili per creare oggetti), equipaggiamento, oggetti utili (pozioni, throwing-stars, ecc.) e durante certi periodi, anche dei set-up (per lo più delle decorazioni). Il valore degli oggetti tende a crescere con il livello dei mostri sebbene anche mostri di livello inferiore a volte lasciano cadere oggetti di alto valore.
Alcuni mostri sono più vulnerabili a certi attacchi elementali. Per esempio i Fire Boar soffrono attacchi elementali di ghiaccio, i mostri non-morti come zombie e zombie lupins saranno sensibili agli attacchi sacri dei cleric, gli Yeti delle lande ghiacciate di El Nath soffriranno gli attacchi fire dei maghi Fire/Poison e così via...

## Mini-giochi
Ci sono 2 mini-giochi e tutt'e due possono essere giocati dai personaggi di MapleStory. Questi si chiamano Omok, Match Cards.
Omok
Omok è il remake di un gioco giapponese molto simile a tic-tac-toe eccetto che la tavola è più larga e bisogna mettere 5 simboli in fila invece che 3.Di conseguenza, ci sono molte più strategie. Il gioco segue comunque le regole normali, che chiede di mettere 5 pietre in fila.
Match Cards
Gioco molto simile a Memoria. Un match è disputato in versione 3 × 4, 4 × 5, e 5 × 6. un lato delle carte contiene figure di mostri di MapleStory.